# Maximilian Graßl
Maximilian Graßl (* 31. Oktober 1991) ist ein deutscher Skeletonsportler.
Maximilian Graßl lebt in Schönau am Königssee. Er begann 2007 mit dem Skeletonsport. Zum Auftakt der Saison 2010/11 gab er sein Debüt im Skeleton-Europacup. In Cesana wurde er in seinen beiden ersten Rennen im November 2010 zunächst Elfter und anschließend schon Viertplatzierter. Es folgten weitere Rennen, bei denen er immer einstellige Resultate erreichte. In Altenberg konnte er hinter Christian Baude und Pascal Oswald im ersten Rennen des Wochenendes, hinter Baude und Christopher Grotheer einen Tag später jeweils als Drittplatzierter erstmals Podiumsplatzierungen erreichen.